# Praxithea lanei
Praxithea lanei es una especie de escarabajo longicornio del género Praxithea, tribu Torneutini, subfamilia Cerambycinae. Fue descrita científicamente por Joly en 1995.
La especie se mantiene activa durante los meses de febrero y noviembre.

## Descripción
Mide 26 milímetros de longitud.

## Distribución
Se distribuye por Brasil y Venezuela.